# Denis-Antoine-Luc de Frayssinous

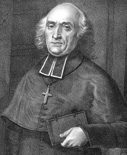
Denis-Antoine-Luc de Frayssinous

Denis-Antoine-Luc comte de Frayssinous (* 9. Mai 1765 in Curières, Département Aveyron; † 12. Dezember 1841 in Saint-Geniez-d’Olt, Département Aveyron) war ein französischer Geistlicher, Politiker, Redner sowie Titularbischof von Hermopolis Maior.

## Biografie
Frayssinous wurde unter Napoleon I. Geistlicher in Paris, durfte aber als Royalist die Kanzel seit 1809 nicht mehr besteigen. Nach der Restauration wurde er 1816 erster Almosenier und Hofprediger Ludwigs XVIII., dann Titularbischof von Hermopolis Parva, Großoffizier der Ehrenlegion, Graf und Pair, 1823 Großmeister der Universität Paris und 1824 Kultusminister (ministre des Affaires ecclésiastiques et de l’Instruction publique).
Mit Jean-Baptiste de Villèle verlor er 1828 sein Portefeuille, blieb aber im vollen Genuss des Vertrauens Karls X. und folgte der königlichen Familie in die Verbannung. Dort leitete er bis 1838 zu Görz die Erziehung von Henri d’Artois, des Herzogs von Bordeaux. Er starb am 12. Dezember 1842 zu Saint-Geniez in der Gascogne.
Er war Mitglied der Chambre des pairs und wurde 1822 in die Académie française gewählt.

## Werke
- Les vrais principes de l’église gallicane sur la puissance ecclésiastique, la papauté, les libertés Gallicanes, la promotion des évêques, les trois concordats, et les appels comme d’abus. Paris 1818, mehrere Auflagen.
- Conférences et discours inédits. Paris 1843.
- Oeuvres oratoires complètes. Hrsg. v. Jacques Paul Migne, Paris 1856.
- M. l’Abbé Migne: Collection intégrale et universelle des orateurs chrétiens. Série 2 Contenant les œuvres oratoires complètes de Frayssinous. Enthält sämtliche Reden von Frayssinou.